# Nicole Humbert
Nicole Humbert, född den 5 februari 1972 i Landau in der Pfalz som Nicole Rieger, är en före detta friidrottare som tävlade i stavhopp.
Humbert deltog vid EM 1998 där hon blev silvermedaljör efter Anzjela Balachonova. Vid inomhus-VM 1999 slutade hon på en tredje plats efter att ha klarat 4,35 meter. 
Hon slutade femma vid VM 1999 efter ett hopp på 4,40 meter. Femma blev hon även vid sitt sista stora mästerskap, Olympiska sommarspelen 2000, denna gång efter att ha klarat 4,45 meter.

## Personliga rekord
- Stavhopp - 4,51 meter (inomhus 4,56 meter)